# 비밀♥비밀의 에그엔젤 코코밍
견습신 비밀의 코코타마 かみさまみならいヒミツのここたま 비밀♥비밀의 에그엔젤 코코밍은 반다이ㆍTV 도쿄ㆍ란티스ㆍOLM이 공동 제작한 TV 애니메이션이자 코코타마 시리즈 제1편 "다마고치!" 애니메이션이 비슷한 후속작이다. 스페셜 포함 2015년 10월 1일부터 2018년 8월 30일까지 TV 도쿄 계열에서 약 3년간 장기방영되었다. 코코로/미소가 럭키타마/럭키밍과 계약을 하면서 성장해가는 이야기를 그린 작품. 2018년 9월 6일에는 후속작인 반짝반짝 해피★ 열려라! 코코밍이 방송되었다.

## 개요
2015년 9월 하순에 반다이에서 발매한 하우스돌 장난감을 원안으로 한 작품이며, 반다이·TV 도쿄·OLM·란티스가 공동으로 제작한 애니메이션이다.. 6명의 주인공 코코타마, 그 해 6월 18일에 도쿄 장난감 쇼 2015에서 선행 발표된다. 2017년 4월 28일에 영화화 작품이 공개. 2018년 5월 현재 장난감 "코코타마 인형"은 500만개 이상 "코코타마 하우스"는 100만개 이상을 출하하고 있다. 일본 국외에서는 한국, 홍콩, 대만, 태국, 중동에서도 전개되고 현지의 문화적인 사실을 고려하고 코코타마의 설정이 하나님에서 천사 또는 요정으로 변경되었다. 특히 한국에서는 4~7세 소녀 시간대 시청률 1위를 따내, 2018년 2월 조사에서 4~8세 여아의 인지도 62.4%, 2018년 2월 조사에서 4~8세 여아의 인지도 62.4% 또 현재 40개에서 300종 이상이 상품화되고 있다. 2018년 6월 말 본 시리즈 본편 스토리는 종료한다고 발표되고 예정대로 이 날로 마무리했다.

## 줄거리
초등학교 5학년인 코코로/한미소는 모든 물건에는 영혼이 있다라는 할머니의 말씀에 물건을 소중히 쓴다. 어느 날 코코로/한미소가 세 살 때부터 소중히 써왔던 색연필에서 럭키타마/럭키밍이 태어난다. 코코타마/코코밍은 인간에게 모습을 들키면 원래의 물건으로 되돌아가야 한다는 규칙이 있다. 태어나자마자 인간에게 모습을 들킨 럭키타마/럭키밍은 코코로/한미소와 비밀 계약을 맺는다. 그 후 피아노, 책, 텔레비전, 립스틱 등에서 코코타마/코코밍들이 생겨나는데, 과연 코코타마/코코밍들은 사람들 눈에 띄지 않고 지낼 수 있을까?

## 계약자
요츠바 코코로/한미소
성우 - 혼도 카에데/이지현
본 작의 여자 주인공. 히다마리/햇살초등학교에 다니고 있는 초등학교 5학년 소녀. 생일은 9월 9일.
색연필에서 태어난 럭키타마/럭키밍과 코코타마/코코밍 계약자가 될 때 '어설픈게 고쳐지도록 해주세요'라는 소원을 썼다.
코코타마/코코밍들과 외출 할 때 함께 살게된 후 직접 제작한 가방에 넣어 데리고 다니고 있다.
좋아하는 색깔은 초록색. 초록색 색연필을 짧아 질 때까지 사용했던 정도.
밝은 성격으로 또래의 상대는 어떤 사람도 친구가 되려고 하고, 때로는 앞뒤를 별로 생각하지 않고 적극적인 조치를 취할 때도 있다. 노조미/노주미가 히다마리/햇살초등학교에 있었을 무렵, 노조미/노주미는 이야기가 진행되면서 친해지긴 했지만 적극적으로 사이좋게 하려고 했던 것은 마음으로부터였다.
매우 상냥한 성격이며, 코코타마/코코밍이 가끔 괴롭히는 장면조차도 너무 화내지 않는 정도.
피망을 싫어했지만, 어머니인 미사토/민사랑이가 요리 궁리하고 있던 것으로 극복했다.
핑크 리본 트윈테일로 하고, 잘 때는 등에 머리를 내리고 있다.
피아노를 잘 친다.
사쿠라이 노조미/노주미
성우 - 이시하라 카오리/김하영
두번째 코코타마/코코밍 계약자. 코코로/미소는 전학 전에 이미 만났고, 후에 26화에서 히다마리/햇살초등학교로 전학, 동급생이다.
성격은 고지식해서 착실한 사람. 키는 높은 또래 여자 중에서도 언니적인 존재.
행복 사냥꾼으로 최저 하루 1번은 누군가의 고민을 해결하는 것을 일과로 삼고 있다. 비비트/아로밍과 계약할 때의 소원은 빨리 어른이 되는 것.
부모님이 바쁘기 때문에, 집에서는 혼자 있는 경우가 많다.
부모님의 사정으로 미국으로 이사하게 되지만 럭키타마/럭키밍의 마법에 의해서 마음과 꿈으로 연결되고 행복 사냥꾼 활동은 계속하겠다고 선언했다. 그 후 여름 방학 때 한번 일본/한국으로 돌아가고 코코로/미소와 동급생들과 재회한다. 다시 미국으로 돌아갔다. 코코타마/코코밍 세계 축제에서는 아버지의 출장에 동행하고 귀국하고 히카리/빛나와 함께 마음 밑으로 향했다.
초노 히카리/조빛나
성우 - 야마무라 히비쿠/강시현
코코타마/코코밍의 세번째 계약자. 80화부터  등장. 초등학교 5학년 소녀.
마술을 잘해서 장래의 꿈은 마술사. 쾌활한 성격으로 호기심이 왕성하다.
과거에 계약이 깨져 버렸기 때문에 라이치/래미밍은 다시 트럼프에서 태어났다. 가끔 찢어진 트럼프가 나타나고 어느 때마다 과거의 기억이 되살아나고 갔다. 라이치/래미밍과 상봉 때는 오랫동안 임시 계약 상태였지만 사실은 갈라진 카드를 돌려놓는 일이 정식 계약의 조건으로, 갈라진 카드를 모두 회수한다.

## 한미소네 가족
요츠바 마코토/한정우
성우 - 테라사키 유카/강시현
요츠바 코코로/한미소의 외삼촌.
장난스러운 성격으로 여자의 마음에는 둔하다. 운동 신경이 좋다. 좋아하는 것은 게임. 싫어하는 것은 피망과 공부.
요츠바 미사토/민사랑
성우 - 오리카사 후미코/은정
요츠바 코코로/한미소의 어머니. 수예점에 근무하고 있다.
상냥하시지만 성질이 급한 곳도 있다.
요츠바 고이치/한상일
성우 - 츠보이 토모히로/한신
요츠바 코코로/한미소의 아버지. 직업은 건축가.
딸인 요츠바 코코로/한미소와 아내인 요츠바 미사토/민사랑과 마찬가지로 온화한 인물.
야치구사 하루코
성우 - 카카즈 유미/양정화
코코로/한미소의 외할머니. 이름은 94화에서 판명. 손녀인 요츠바 코코로/한미소와 손자인 요츠바 마고토/한정우가 물건을 소중히 하도록 가르치고 있다.
아키오와 살고 있다.
44화 얼굴이 보일 때까지는, 목소리만 나왔다.
야치구사 아키오
성우 - 오카베 스즈네/박성태
요츠바 코코로/한미소의 외할아버지. 채소를 가꾸고 있다.
아만다
성우 - 유즈키 료카/강시현
요츠바 일가에서 기르는 암컷 고양이. 코코타마/코코밍의 존재를 알고 있었으며, 그들을 태우고 이동하고 있다.
악취와 몸이 더러워지거나 비, 물에 젖거나 하는 것을 싫어한다.

## 선생님 및 같은 반 친구들
키타야마 미네코/김선주
성우 - 아이카와 리카코/안현서
요츠바 코코로/한미소의 담임. 중년 여성. "메리"라는 개를 기르고 있다. 그를 잘 아낀다.
학생 시절에는 응원단을 한 적이 있다.
오츠키 아야카/박하나
성우 - 시바사키 노리코/양정화
요츠바 코코로/한미소의 친구.
단발에 보이시한 소녀. 정의감이 강하고, 운동을 좋아한다. 축제 때 유카타가 아닌 평상복을 입는 등 스타일의 관심은 조금 낮다.
노조미/주미를 " 어른스럽다"라고 말했던 자인은, 운동면에서도 평가했다.
멤버를 모으는 것을 좋아해서 반의 반에서는 리더가 되어 있다.
호시노 히나/유진아
성우 - 미카이 하루카/장은숙
요츠바 코코로/한미소의 친구.
앞머리가 짧은 소녀. 좌우로 색깔이 다른 머리 핀을 많이 하고 있다. 생일은 3월 3일.
철봉이 서툴렀는데 럭키타마/럭키밍과 멜로리/멜로밍의 노래 덕분에 잘하게 됐다.
생일과 히나마츠리가 어울려서 히나마츠리를 싫어했었다. 코코타마/코코밍들 덕분에 기분이 바뀌어 여름 방학 자유 연구에서는 각지의 히나마츠리를 조사한다.
감수성이 풍부해서 요츠바 코코로/한미소와 코코타마/코코밍들이 기쁘게 하면 해피 스타가 나오기 쉽고, 방송 1년 만에 세 번 출현시키고 있다.
니시다 키요미/신윤미
성우 - 무라세 미치요/안현서
신문 담당을 맡고 있는 여학생. 카메라를 목에 메고 있다. 드문 특종을 모으는 게 취미.
제 2기에서 다빈이와 학급 신문을 만든 적이 있으며 그와 연인 사이가 되며 그의 여친이다.
니시나 아유미/신선미, 니시다 요시미/신현미
성우 - 아이카와 나츠키(아유미/선미),유아사 카에데(요시미/현미)
키요미/윤미의 쌍둥이 동생들.
하세가와 케이트/임지호
성우 - 유아사 카에데/강시현
금발 머리한 여학생. 우승을 하려고 하고 있다.
전용의 삽입곡이 있다.
아카카와 카에데/민채언
성우 - 아이카와 나츠키/조현정
케이트/지호와 친한 여학생. 일인칭은 "나". 산을 좋아한다. 그래서 방학 때는 작은엄마와 등산을 자주 하는 모양이다.
학예회에서는 신데렐라 역이었지만 사실은 케이트/지호의 악역이 싶었다.
이치노세 세이타로/서태호
성우 - 히루마 슌야/강시현
코코로/미소가 좋아하는 남사친.  운동을 잘해서 축구를 좋아한다. 운동회에서는 학급 대항 릴레이의 앵커를 맡았다.
냉정하고 성실한 성격.
교실 제일의 미남으로 코코로/미소뿐 아니라 다른 여자까지 호의를 받고 있다. 그러나 여자의 마음은 잘 이해하지 않는다. 그러나 발렌타인데이에서는 대량의 초콜릿 중에서 코코로/미소가 보낸 것을 먹던 소년.
친족의 히메노가가 아이의 돼지를 애완 동물로 기르고 있어서 있어 돌보는 중이었다.
학교 밖에서 코코로/미소와 우연히 만났을 때의 마음은 대개 코코타마/코코밍 활동으로 본래와는 다른 모습을 하고 있는 것이 많고, 그 결과 코코로/미소는 착각하고 쇼크를 받거나 낙심하고 있다.
참고로 국내명 이름이 어떤 개그맨 이름과 비슷하는데 그것과 헷갈리면 곤란하다.
요츠바 코코로/한미소와 연인 사이이며 그녀의 남친이다.
와타베 아츠시/남재희
성우 - 니시가키 유카/은정
코코로/미소의 같은 반 남학생. 일인칭은 "나". 키는 코코토/미소보다 작다. 못된 장난꾸러기로 여자들에게 폐를 끼친다. 한편 특기는 요리.
아야카/하나와 히나/진아처럼 피망을 싫어했는데 나중에 3명 모두 극복한다.
모범생에다 우등생인 반장 타카무라 요우코/예림이와 곧잘 다투곤 했으나 제 1기부터 그녀와 화해하고 연인 사이가 되며 그녀의 남친이다.
미야모토 마사루/민준
성우 - 오카베 스즈네/여민정
코코로/미소의 같은 반 남학생. 키는 노조미/주미보다 크다. 태권도가 특기.
피망을 싫어하고 있었지만 덮어놓고 싫어하고 있었으나 극복하고는 잘 못먹는다는 의식은 없다.
츠나기 미츠히로/정우진
성우 - 모리 치아키/조현정
장난기 많다. 세이타로/태호처럼 운동을 잘해서 학급 대항 릴레이에서 대표 선수로 뽑혔다.
콘도 타쿠마/이재훈
성우 - 아이카와 나츠키/안현서
코코로/미소의 같은반 친구.
야와타 미노루/김다빈
성우 - 유아사 카에데/장은숙
코코로/미소의 동급생의 남자. 키요미/윤미와 함께 신문 담당자다. 그림 그리는 걸 좋아해서, 학예회의 대도구 제작에서도 활약. 58화 B파트에서는 방과 후 화공실에서 혼자 스케치를 하고 있었다.
제 2기에서 니시다 키요미/신윤미와 학급 신문을 만든 적이 있으며 그녀와 연인 사이가 되며 그의 남친이다.
이오야마 하루/권진수
성우 - 테라사키 유카/안현서
공부를 잘한다. 학년 1위 남학생. 반면 운동은 서툴지만 운동에서 활약하고 싶어서, 히다마리/햇살초등학교 운동회의 명물"장애물 릴레이"대표 선수로 매년 입후보하고 있다고 한다. 연구 열심인 성격으로, 장애물 계주에도 도움이 된다.
사진 촬영에도 관심이 있어서, 사진 콘테스트에서는 와타나베 토오루의 사진 촬영을 담당했다.
요츠바 코코로/한미소와 운동회 연습을 한 적이 있으며 그녀와 연인 사이로 그녀의 남사친이다.
타카무라 요우코/예림
성우 - 테라사키 유카/방연지
코코로/미소네 반 반장인 여학생. 피야라는 이름의 앵무새를 기르고 있다.
반장답게 성실한 성격이고, 학교에서 기르는 토끼의 이름과 특징도 완벽하게 기억하고 있다. 그러나 사적으로는 "라플란드의 팬으로 집에서 잘 흉내를 내고 있다.""어머니에게 포테토칩과 팝콘을 잘 부탁했다."라는 의외의 일면이 있다.
말썽꾸러기에다 장난꾸러기인 같은 반 친구 와타베 아츠시/남재희와 곧잘 싸우곤 했으나 제 1기부터 연인 사이가 되며 그의 여친이다.

## 기타 등장인물
야마다 코노카
성우 - 코토부키 미나코/조현정
막과자 가게/추억 상점의 주인 외할머니의 손녀.
아니키/형님&지로/아우
성우 - 카츠 안리/박성태(형님), 쿠마이 모토코/홍범기(아우)
매일 돈을 많이 벌려고 사기 과자 상점, 사기 오락실, 사기 사격, 사기 액세서리 가게, 사기 전자 제품 가게 등 사기 가게를 많이 만든다.
코노카를 좋아하고 코노카에게 외삼촌이 고백했는데 차였다.
히카리/빛나의 마술쇼를 보고 자기도 마술쇼를 만들었는데 사기 마술 아이템을 만들어 히카리/빛나와 사람들을 곤경에 빠뜨리게 만들었다.
나리타 킨지/나준영
성우 - 아이카와 나츠키/안현서
다시마키/모야밍의 책상 주인.
아버지가 사업에 크게 성공해 원래 살던 허름한 1층집 옆의 산을 깍아 지은 호화 저택에 사는 부잣집 도련님이 되었다. 하지만 돈이 넘쳐나는 부자 생활에 익숙해진 나머지 오래된 물건을 소중히 하지 않게 됐다. 노라타마/도리밍 트리오와 코코로/미소, 코코로/미소의 코코타마/코코밍들의 협조 아래 다시마키/모야밍은 자신의 진정한 마법을 쓰게 되자 그 자신도 다시마키/모야밍과 함께한 추억을 되새기며 마음을 고쳐먹고 다시마키/모야밍이 태어난 오래된 책상을 다시 가져와 새 책상 옆에 나란히 놓아둔다.
사이온지 아카네/예다은
성우 - 후지무라 아유미(19화~55화), 시라토리 유리(56화~)/김하영
요츠바 마사토/한정우와 연인 사이로 그의 여친. 부잣집이다. 마사토/정우를 좋아한다.
후네/안성댁
성우 - 니시가키 유카/양정화
언제나 항상 아카네/다은이의 곁을 따라 다니며 보살피고 모신다. 처음에는 마사토/정우네 집을 안좋게 생각 했지만 키라리스/쁘띠밍의 마법으로 그 마음을 고쳐먹게 됐다.
코타로/순둥이
성우 - 후지무라 아유미/조현정
노라타마/도리밍 트리오와 친한 길고양이.
아만다와 연인 사이이며 그녀의 남친.
시마무라 나츠/하늘
성우 - 모리 치아키/강시현
어린 여자아이. 어린이집에 다니고 있다. 강아지 무쿠/망고를 키우고 있다.
무쿠/망고
나츠/하늘이가 키우는 강아지.
오오나미 쇼우야/이파도
성우 - 박성태
하세가와 케이트/임지호의 매니저이자 오피스 쇼우야의 대표. 감동할 때마다 서핑하는 외아저씨. 소속 연예인에 대한 투자를 아끼지 않는 나름의 매니저의 모범상.
아유타/영호
성우 - 야하기 사유리/권인지
코코로/미소와 친한 작은아빠. 시골에서 산다.
사치코&마리코
코코로/미소 어머니의 수예교실 학생이다. 당근과 시금치가 싫어했으나 모구탄/포포밍 덕분에 잘 먹게 되었다.
리노/리호
성우 - 시바사키 노리코
햇살 마을에서 사는 여자 아이. 어린이집에 다니고 있다. 초등학교에 다니고 싶어한다. 자신의 책가방을 소중히여긴다. 그 책가방에서 쇼코란셰/나누밍이 태어났다.
타치바나 죠커/미스터 죠커
성우 - 하마다 켄지
히카리/빛나가 존경하는 마술사.

## 코코밍
코코타마(ここたま)/코코밍
인간이 소중히 아껴준 물건에서 태어난 신/엔젤.
견습 코코타마(見習いのここたま)/견습 코코밍
수행이 부족한 코코타마/코코밍.
어엿한 코코타마(一人前のここたま)/정식 코코밍
어엿한 코코타마/코코밍.
카쿠레타마/엔젤 에그
코코타마/코코밍들이 숨는 달걀.
코코타마 계약/코코밍 계약(ここたま契約書)
코코타아/코코밍들과 인간들이 맺는 계약. 계약자가 다른 사람들에게 자신이 코코밍 계약자라는 걸 이야기하면 계약자는 코코밍과의 추억을 잊어버리게 되고, 코코밍들은 그 벌로 원래 물건으로 돌아가야 한다. 코코밍들 눈에는 계약자 양쪽 볼에 달걀이 있는 것처럼 보인다.
비밀 계약(ヒミツのけいやく)
코코타마/코코밍들과 비밀을 지키기위해 하는 계약. 계약서 뒷부분에 소원을 적는 칸이 있다. 거기에 소원을 적으면 코코밍들이 열심히 수행을 해서 정식 코코밍이 되고나면 계약자들의 소원을 이루어준다. 계약을 마무리 하고나면 코코밍들이 엉덩이 도장을 찍는다.
집주인 계약(大家さんけいやく)
코코타마/코코밍들은 1인당 한사람에게만 계약을 할 수 있어서 코코로/미소가 지어낸 계약.
임시 계약(仮契約書)
코코타마/코코밍들과 계약자들이 예전에 있었던 일을 반성할 수 있는 기회를 주는 계약. 인간들뿐만 아니라 다른 코코밍들의 수행도 도와주어야 한다. 다른 코코밍들의 수행을 도와주면 과거가 돌아온다.
통통 빠캉(コンコンパカッ)/통통 파사삭
카쿠레타마/엔젤 에그를 깨는 소리.
판츠(パンツ)/팬티
코코타마/코코밍들이 착용하고 있는 바지/팬티. 판츠/팬티 마크는 각 코코밍들마다 다르다. 정식 코코밍들은 팬티 마크 모양이 별모양이디. 남자 코코밍들은 팬티 윗부분이 뾰족하고 여자 코코밍들은 팬티 윗부분이 둥글다.
마법(魔法)
코코타마/코코밍들이 사용하는 마법. 주문은 코콘 포이포이 코코타마!/코코 뿌잉뿌잉 코코코밍!이다. 뒤에 주문은 다 다르다. 니코리/베이밍은 옹알이이다. 여자 코코밍들은 사리누/샤미밍을 제외하고 모두 서서 마법을 걸고 샤미밍과 모든 남자 코코밍들은 허리를 구부리고 마법을 건다. 배경은 처음엔 자신을 상징하는 것이 나온 뒤에 주황색 구름(?)이 지나가고, 달걀이 2개에서 1개로 바뀌면서 플래시가 나온다. 배경은 피코타/카피밍, 쇼코란셰/나누밍, 포카링/따스밍, 히튼/히트밍을 제외하고 다 똑같다. BGM도 비비트/아로밍을 제외하고 모두 같은 BGM이다.
단독(単独で魔法を使う際)
코코타마/코코밍들이 혼자 사용하는 마법.
합체(合体魔法)
2인이상의 코코타마/코코밍들이 사용하는 마법. 배경은 우주인 것과 우주가 아닌 것으로 나뉜다.
우주인 것
코코로/미소의 초기 코코타마/코코밍들 6인 버전
우주가 아닌 것
금단 마법(禁断魔法)
코코타마/코코밍 제 7대 미스터리. 사용하면 많은 해피스타를 얻을 수 있지만 잘못 사용하면 목숨을 잃을 정도로 위험하다.
엉덩이 터치(お尻でタッチ)
마법을 성공한 뒤 2인이상의 코코타마/코코밍들이 엉덩이를 서로 맞다는 것. 현재
럭키타마&메로리 등이 있다.
해피스타(ハッピースター)
코코타마/코코타마들이 마법을 성공한 뒤에 얻는 별. 계약자와 코코밍 눈에만 보인다.
반짝반짝(キラキラ)
코코타마/코코밍들이 퐁포포 상점에서 돈 대신 내는 것.
코맛쿠리(こまっくり)/코코딸꾹
코코타마/코코밍들이 딸꾹질이 멈추지 않는 병.
달걀 타이머(たまごタイマー)
임시 계약 제한 시간.
코코타마계(ここたま界)/코코밍 세계
어엿한 코코타마/정식 코코밍이 되면 가는 코코타마/코코밍들의 세계.
슬퍼 송이, 외로워 송이
인간들이 물건을 소중히하지 않은 마음에서 생긴 버섯.
마이너스 파워
슬퍼 송이, 외로워 송이가 생기면서 퍼지게 되는 파워.

## 미소와 계약한 코코밍
럭키타마/럭키밍
성우 - 한 메구미/여민정
성별: 남(♂)
코코로/미소가 3살 때부터 사용하고 있는 색연필에서 태어난 "색연필의 신/엔젤" 우연히 본 코코로/미소와 계약하게 된다. 처음 먹은 음식은 멜론빵이고 후에 좋아하게 된다.
호기심 왕성한 소년.
멜로리/멜로밍과 연인 사이로 그녀의 남친이다.
본명은 "럭키럭키 휘뚜루마뚜루 럭키밍리우스" 마법은 럭키럭키럭키 럭키키
멜로리/멜로밍과 엉덩이 터치를 할 수 있다.
멜로리/멜로밍
성우 - 토요사키 아키/방연지
성별: 여(♀)
코코타마/코코밍측의 메인 히로인. 코코로/미소가 3살 때부터 사용하고 있는 피아노에서 태어난 "피아노의 신/엔젤" 말버릇은 '~ 나노/뇨'.
본명은 "멜로멜로 프린세스 멜로밍" 마법은 멜로멜로 멜로디 랄랄랄랄라
코코타마/코코밍들은 한 사람당 한 코코밍만 계약할 수 있는데, 태어나자마자 코코로/미소와 계약할 생각인 메로리/멜로밍은 계약을 못해서 비밀 계약을 맺었다. 처음에 미소와 계약을 못 한다고 하자 눈물울 그렁그렁 보였다.
판츠/팬티 마크는 짙은 핑크색의 하트. 꼬리는 8분음표 모양. 이미지 색은 핑크. 좋아하는 색도 분홍색이다. 장난감으로 상품화 될 때 타마고/엔젤에그 색도 분홍색. 눈동자 색은 짙은 핑크색.
밝고 약간 천연 성격의 소녀로, 노래가 너무 잘해서 저희 오샤키/지니밍이 부르는 노래가 큰 골칫거리라고 한다. 머리에 그녀의 판츠/팬티의 마크와 동색의 큰 리본 을 달고 있다.
그녀가 사용하는 마이크는 상품화 되어 있지만 디자인은 다르다.
럭키타마/럭키밍과 연인 사이로 그의 여친이다.
럭키타마/럭키밍과 엉덩이 터치룰 할 수 있다.
오샤키/지니밍
성우 - 카카즈 유미/양정화
성별: 여(♀)
책의 신/엔젤. 코코로/미소와 계약한 세번째 코코타마/코코밍. 코코로/미소가 계약한 코코타마/코코밍 중에 유일하게 똑똑하고, 존댓말을 사용한다. 생활 상식 지니밍 강좌를 연다. 노래를 잘못부르고, 노래를 못부르는게 콤플렉스.
니치에/러니밍과 연인 사이로 그의 여친이다.
마법은 사람들에게 아이디어를 떠올리게 해준다. 마법 주문은 올라올라 떠올라 척척 떠올라.
게라쵸/키키밍
성우 - 아이카와 리카코/조현정
성별: 남(♂)
텔레비전의 신/엔젤. 코코로/미소와 계약한 네번째 코코타마/코코밍. 말버릇은 '~쵸'. 아재개그를 잘한다. 럭키타마/럭키밍과 매일 대결을 하지만, 항상 럭키타마/럭키밍이 승리한다.
마법은 사람들을 즐겁게 해준다. 마법 주문은 하하히히호호호 배꼽 빠질라.
키라리스/쁘띠밍
성우 - 유즈키 료카/은정
성별: 여(♀)
립스틱의 신/엔젤. 코코로/미소와 계약한 다섯번째 코코타마/코코밍. 다른 코코타마/코코밍들을 자신의 동생들이라 생각한다. 미사토/사랑을 좋아한다.
마법은 사람들을 아름답게 해준다. 마법 주문은 쁘띠쁘띠 예쁘게 아름답게.
처음에 나왔을때 멜로리/멜로밍위 방울 자신 방으로 쓸려고 했다.
모구탄/포포밍
성우 - 무라세 미치요/김필진
성별: 남(♂)
포크의 신/엔젤. 코코로/미소가 계약한 여섯번째 코코타마/코코밍. 엄청난 먹보. 말버릇은 '~그/꼬륵'.
미시루/루루밍과 단둘이서 코코타마/코코밍 수행을 한 적이 있으며, 그녀와 연인 사이이며, 그녀의 남친이다.
마법은 사람들에게 맛있는 음식을 먹게 해준다. 마법 주문은 냠냠쩝쩝 너무 맛있다.
먹는것도 잘하고 요리도 잘한다.
사리누/샤미밍&파리누/리린밍
성우 - 후지무라 아유미/강시현(사리누/샤미밍), 시라토라 유리/김하영(파리누/리린밍)
성별: 샤미밍은 여(♀), 리린밍은 남(♂)
사리누/샤미밍은 샴푸, 파리누/리린밍은 린스의 신/엔젤. 코코로/미소가 계약한 일곱번째 코코타마/코코밍. 차이점은 사리누/샤미밍은 극도로 긍정적이고 낙천적인 성격인 반면, 파리누/리린밍은 매사에 부정적이고 불안해한다. 공통점은 엄청난 결벽증으로 몸이 더럽혀지면 광적으로 폭주하는 점이다. 한바탕 소동이 끝나면 그 기억을 잃는다. 타마고/엔젤에그와 계약서는 둘이 같이 사용한다(그레서 타마고/엔젤에그를 사리누/샤미밍이 타고 파리누/리린밍이 민다.)
마법은 둘이 같이 쓴다. 마법 주문은 거품이 뽀드득 개운개운.
미시루/루루밍
성우 - 오리카사 후미코/안현서
성별: 여(♀)
우체통의 신/엔젤. 코코로/미소와 계약한 여덟번째이자 마지막 코코타마/코코밍. 코코밍 스파이 활동을 하고 있다(하지만 미소의 코코밍들은 빠짐없이 코코밍 스파이가 미시루/루루밍 인줄 알고있다.). 코드 네임은 346. 스파이가 부족하자 그냥 보이는 멜로리/멜로밍을 코코밍 스파이로 삼았다. 자신이 여왕님인줄 안다.
모구탄/포포밍과 단둘이서 코코타마/코코밍 수행을 한 적이 있으며, 그와 연인 사이이며, 그의 여친이다. 이후 비빗토/아로밍과 엮이는 에피소드가 많이 생긴다.
마법 주문은 보고보고 알고알고 루루루루루.

## 주미와 계약한 코코밍
비비트/아로밍
성우 - 야하기 사유리/조현정
성별: 여(♀)
로켓팬던트의 신/엔젤. 노조미/주미가 계약한 코코타마/코코밍. 자기만의 탈것을 타고 다닌다. 탈것은 마법을 건 종이비행기. 겉으로 보기엔 도도해보이지만, 실은 누구보다도 착한 코코타마/코코밍. 오샤키/지니밍처럼 똑똑하다.
노조미/주미의 소원을 이뤄주려고 코코타마 대백과사전/코코밍 대백과사전을 훔치고 금단마법을 쓴 적이 있다. 근데 너무 무리해서 카쿠레타마/엔젤 에그가 깨지고 자신의 목숨까지 잃을 정도였다! 그러나 코코타마/코코밍들 덕분에 자신의 목숨을 살렸다.
마법 주문은 하트 아로밍 아로밍 비트.

## 빛나와 계약한 코코밍
라이치/래미밍
성우 - 나나세 아야카/김하영
성별: 남(♂)
트럼프의 신/엔젤. 히카리/빛나와 계약한 코코타마/코코밍. 코코로/미소와 노조미/주미와는 다르게 임시 계약을 맺었다.  전용 가구는 코코트레 하우스. 뿔이 있으며, 유니콘 모습을 하고 있다. 97화에서 피코타/카피밍의 수행을 마치고 과거가 보이기 시작했는데, 히카리/빛나와 라이치/래미밍은 과거에 만난 적 있음이 밝혀졌다. 101화와 112화에서도 쇼코란셰/나누밍의 수행을 마치고나서 과거가 보였는데, 각각 히카리/빛나가 계약서에 적은 소원은 프로 마술사가 되고 싶어요이였고 계약이 깨진 이유는 히카리/빛나가 꿈을 포기하려고 하였기 때문이다. 121화에서도 포카링/따스밍과 히튼/히트밍을 화해시키고 나서 과거가 보였는데, 히카리/빛나와 라이치/래미밍가 싸우자 카드가 찢어졌다.
쇼코란셰/나누밍의 남친이며 그녀와 연인 사이이다.
마법은 상대의 미래를 본다. 마법 주문은 미래야 빙글빙글 나타나라.
홋토니/너스밍
성우 - 시타야 노리코/장은숙
성별: 여(♀)
체온계의 신/엔젤. 코코로/미소의 학교 보선실에 살고 있다. 치유의 능력을 가지고 있지만 아픈 코코타마/코코밍을 본적이 없어 능력을 보일 기회가 없었고 그로 인해 환자(코코밍)의 아픔을 반기는 새디스트 기질을 보인다. 각성하면 양갈래 머리의 꽃이 피어나고, 열혈적인 모습을 보인다.
마법 주문은 후후 후후후 후후후후.

## 도리밍 트리오
길거리에서 떠돌아다니는 코코타마/코코밍들로, 어째서인지는 모르겠으나 인간들을 싫어하며, 심지어는 인간들과 계약한 코코타마/코코밍들마저 인간들이 먹여주고 재워주고 다 해주니까 스스로는 아무것도 하지 못하는 애송이라며 비웃고 다닌다. 틈만나면 식량 문제에 허덕이고 있다.
유라노/체이밍
성우 - 토요구치 메구미, 나가사와 미키(55화~69화)/김하영
성별: 여(♀)
그네의 신/엔젤. 노라타마/도리밍 트리오의 리더. 노라타마/도리밍 트리오 중에서 인간들을 제일 싫어하며, 심지어는 같은 코코타마/코코밍인 토쿠마루/캐이밍의 구애마저 거절해 버리는 철벽녀이다. 그러나 의외로 착한 모습을 보여줄 때도 있다.
마법은 사람의 마음을 바꾼다. 그러나 마법은 매번 실패한다. 마법 주문은 흔들흔들 뒤흔들 떠돌이밍.
토쿠마루/캐이밍
성우 - 테라사키 유카/은정
성별: 남(♂)
시소의 신/엔젤. 유라노/체이밍을 좋아하며 "누님"으로 모시고 있다. 그러나 항상 와장창을 당한다.
마법은 사람들이 고민할 때 어느쪽이 이득인지 알게된다. 마법 주문은 완전 대박이다 떠돌이밍.
무키테쯔/포츠밍
성우 - 츠보이 토모히로/한신
성별: 남(♂)
철봉의 신/엔젤. 노라타마/도리밍 트리오의 힘 담당. 사람도 제압할 수 있는 괴력의 소유자이며 과묵한 성격.
마법은 운동을 못하는 사람들이 운동을 잘하게 된다. 마법 주문은 무적의 완력 떠돌이밍.

## 기타 코코밍
타마선인/코코도사
성우 - 츠보이 토모히로/박성태
성별: 남(♂)
코코타마/코코밍들의 도사. 여러 코코타마/코코밍들과 계약자에게 다양한 정보를 알려 준다. 하지만 그 정보가 쓸데없을 때가 많다.
렌지/아트밍
성우 - 엔도 아야/안현서
성별: 남(♂)
붓의 신/엔젤. 예술가(장인) 특유의 예민하고 다혈질에 괴팍스러운 성격.
핑코/쇼피밍과 연인 사이로 그녀의 남친이다.
마법은 사람들에게 멋진 디자인을 떠올리게 한다. 마법 주문은 아트밍 디자인 체인지 굿.
핑코/쇼피밍
성우 - 기부 유코/여민정
성별: 여(♀)
지갑의 신/엔젤. 장사꾼(영업) 특유의 서비스 마인드. 사교적인 성격에 아기(베이밍)를 돌보는데 능숙하다. 오샤키/지니밍과 마찬가지로 코코타마/코코밍들에게 존댓말을 쓴다.
렌지/아트밍과 연인 사이로 그의 여친이다.
마법 주문은 쇼핑 점핑 감사합니다.
니코리/베이밍
성우 - 혼도 카에데/방연지
성별: 여(♀)
손수건의 신/엔젤. 아기 코코타마/코코밍이다. 노조미/주미가 아기 때부터 사용했던 것이라서 아기이다.
마법은 사람들을 웃게 해준다. 마법 주문은 옹알이.
반노스케/또또밍
성우 - 츠무라 마코토/강시현
성별: 남(♂)
주판의 신/엔젤.
마법은 사람들에게 장사나 계산을 잘하게 해준다. 마법 주문은 떨고 놓기를 주판판판.
다시마키/모야밍
성우 - 시바사키 노리코/리지현
성별: 남(♂)
책상의 신/엔젤.
마법은 사람들의 숨겨진 힘을 찾게 해준다. 마법 주문은 책상과 걸상으로 백점 치.
니치에/러니밍
성우 - 시마무라 유우/방연지
성별: 남(♂)
책의 신/엔젤. 도서관에서 태어났다. 오샤키/지니밍, 비비트/아로밍처럼 똑똑한 코코타마/코코밍. 오샤키/지니밍의 상위 벚전관에 살고 있다.
오샤키/지니밍과 연인 사이로 그녀의 남친.
요셉/꼬바밍, 미켈/챠자밍, 샴/냐냐밍
성우 - 방연지(꼬바밍), , 안현서(챠자밍), 장은숙(냐냐밍)
성별: 각각 꼬바밍, 냐냐밍은 여(♀), 챠자밍은 남(♂)
각각 책꽃이, 돋보기, 젓가락의 신/엔젤. 나츠/하늘이네 집에서 태어났다.
토토톤/통통밍
성우 - 시바하라 치야코/강시현
성별: 여(♀)
도마의 신/엔젤. 돼지 모습을 하고 있다.
우케로/캐치밍
성우 - 노다 준코/강시현
성별: 남(♂)
글러브의 신/엔젤. 캐치볼을 좋아한다.
뭇슈 무쿤느/무슈 뭉그밍
성우 - 우치다 마아야/양정화
성별: 남(♂)
화판의 신/엔젤. 앵무새의 모습을 하고 있다. 알 수 없는 특이한 말들을 쓰는게 특징. 코코타마/코코밍 중에 가장 이름이 길다.
윳키/스노밍
성우 - 사이가 미즈키/장은숙
성별: 남(♂)
제설삽의 신/엔젤. 눈을 따라 여행하는 코코타마/코코밍이다. 눈사람 모습을 하고 있다.
시네마루/필르밍
성우 - 와타나베 아케노/강시현
성별: 남(♂)
영사기의 신/엔젤. 생쥐 모습을 하고 있다.
피코타/카피밍
성우 - 신도 케이/윤성혜
성별: 남(♂)
복사기의 신/엔젤. 태엽이 빠지면 이성을 잃고 돌아다닌다. 로봇 모습을 하고 있다.
마법은 사람들의 목소리를 복사하여 자신이 그 사람 목소리를 낼 수 있게 한다. 마법 주문은 똑같이 카피카피 해져라 밍.
쇼코란셰/나누밍
성우 - 히로하시 료/한경화
성별: 여(♀)
책가방의 코코타마/코코밍 힘이 세다.
라이치/래미밍의 여친으로 그와 연인 사이이다.
마법은 사람들의 고민거리를 반으로 나누어 준다. 마법 주문은 고민도 반 걱정도 반.
포카링/따스밍
성우 - 이구치 유카/정유미
성별: 여(♀)
장갑의 엔젤. 히튼/히트밍과 같이 태어났다. 말버릇은 '~링'. 고운이가 장갑에 구멍나서 자신이 태어난 장갑을 안쓰고 히튼/히트밍이 태어난 목도리만 써서, 심지어는 히튼/히트밍이 "장갑은 이제 필요없잖아."라고 심한 말을 해서 삐쳐서인지 집을 나왔다. 히튼/히트밍만 보면 피했다. 집 이야기를 싫어하고, 칭찬을 들으면 부끄러워져서 주변이 따뜻해진다. 히튼/히트밍의 이야기를 듣고나서 오해가 풀려서 다시 고운이네 집으로 돌아갈 수 있게 되었다.
히튼/히트밍과 연인 사이로 그의 여친이다.
마법은 주변을 따뜻하게 해준다. 마법은 따끈따끈 따따 따뜻해져라!이다.
히튼/히트밍
성우 - 카나다 아키/방연지
성별: 남(♂)
목도리의 코코타마/코코밍. 포카링/따스밍과 같이 태어났다. 집나간 포카링/따스밍을 찾고 있다.
포카링/따스밍과 연인 사이로 그녀의 남친이다.
마법은 후끈후끈 따뜻 히트 업!.
파타리나/뽀도밍
성우 - 코바야시 유우/양정화
성별: 여(♀)
먼지떨이의 신/엔젤.
쿠룬/피스밍
성우 - 니시하라 쿠미코/은정
성별: 여(♀)
원피스의 신/엔젤. 가희의 원피스에서 태어났다.
아와와/퐁퐁밍
성우 - 아사쿠라 아즈미/여민정
성별: 여(♀)
비누의 신/엔젤. 사리누/샤미밍과 파리누/리린밍처럼 깔끔한 성격으로 자신의 몸이 더러워질 때 이성을 잃고 돌아다닌다.
베르스/산타밍
성우 - 김하영
눈썰매의 신/엔젤.
코코선인/코코도사2
성우 - 나카무라 다이키/한신
성별: 남(♂)
정식 코코밍.
타마샤인/코코샤인
성우 - 키노시타 사야카/은정
성별: 여(♀)
정식 코코타마.
칸나/타이밍
성우 - 후지타 사키/박리나
성별: 여(♀)
시계의 신/엔젤. 정식 코코타마이다. 많은 사람들에게 시간을 알려주어서 정식 코코타마가 되었다. 정식 코코타마 팬티를 잃어버렸으나 138화에서 되찾았다. 북으로 시간을 알린다. 말버릇은 '~퐁'.
코코밍 마법은 시계가 똑딱똑딱 뿅뿅.
스이 / 슈슈밍
성우 - 소라미 유키/양정화
성별: 여(♀)
자전거의 신/엔젤. 칸나의 정식 코코타마 팬티를 훔쳐 입었다. 달릴 때 '스이스이스이/슈웅슈웅슈웅'하면서 달린다. 말버릇은 "~스이/~슝".
찰리와 연인 사이로 그의 여친이다.
찰리
성우 - 코다이라 유우키/장은숙
성별: 남(♂)
자전거의 신/엔젤. 스이의 외삼촌. 정식 코코타마/코코밍이다.
스이/슈슈밍과 연인 사이로 그녀의 남친이다.
카라 / 크레밍
성별: 여(♀)
성우 - 야마무라 히비쿠/여윤미
크레용의 신/엔젤.

## TV 애니메이션
《비밀♥비밀의 에그엔젤 코코밍》(かみさまみならい ヒミツのここたま 카미사마미나라이 히미츠노코코타마[*])→견습신 비밀의 코코타마)는 2015년 10월 1일부터 2018년 8월 30일까지 TV 도쿄 계열에서 방송한 TV 애니메이션이다. 한국에서는 2016년 8월 1일부터 매주 월~수요일 오후 8시 30분에 디즈니 채널에서 방영하고 있다.
본편은 기본적으로 1회 두 가지 에피소드로 구성되지만, 이야기에 따라서는 하나의 에피소드로만 구성되기도 한다. 코코로에 의한 나레이션→OP→제공 크레딧→광고→A 파트→아이 캐치→광고→B 파트→ED→코코로의 오늘의 럭키 엔젤→광고→다음화 예고→제공 크레딧의 순서가 된다.

### 스태프
다마고치!속역이 많다.
- 원안 - 반다이
- 연재 - 고단샤「텔레비전 잡지」「즐거운 유치원」「おともだち」「おともだちピンク」「たの幼ひめぐみ」「げんき」
- 기획- 오시다 유우이치(1회 ~ 39회)→ 廣部琢之(40화 ~ 139화), 오노구치 마사유키(1회 ~ 26회)→ 모모이 노부히코(27회 ~ 126회)→ 카나기 이사오(127회 ~ 139회), 하타노 준이치(1회 ~ 76회)→ 아소 카즈히로(77회 ~ 139회)奥野敏聡, 이노우에 슌지
- 감독 -  아키야마 토모코
- 시리즈 구성 -  츠치야 미히치로
- 그림 콘티 협력 - 야마이 사야카(69회 ~ 113회)→ 감독 보좌 - 야마이 사야카(114회 ~ 139회)
- 설정 감수 -  히노 치히로
- 캐릭터 디자인 - 오오카와 시노부, 쇼우지 야스카즈
- 미술 감독 -  카토 켄지
- 색채 설계 - 大関たつ枝
- 촬영 감독 - 柚木脇達巳(1회 ~ 126회)→ 아마다 미야비(127회 ~ 139회)
- CG제작자 - 콘도 준
- 편집 - 우시로다 요시키
- 음향 프로듀서 - 니시나 타케시
- 음향 감독 -  나카지마 토시히코(1회 ~ 139회)→이이즈카 코이치(107회 ~ 139회)
- 음악 - 나카니시 료스케
- 음악 프로듀서 - 이토 요시유키(1회 ~ 76회)→ 吉江輝成(77회 ~ 139회)
- 음악 제작 - 란티스
- 음악 제작 협력 - 아이 윌
- 음악 협력 - TV 도쿄 뮤직
- 캐릭터 디자인 원안 -  후지와라 유카
- 프로듀서 - 마츠우라 노조미(1화~116화)→미즈타니 아야(117화~126화)→히라마츠 유이(127화~139화)
- 플래닝 매니저 - 秋間眞良(TV 도쿄)→ 야마다 타다시리코, 아츠 마키(1회 ~ 126회)→ 미즈타니 아야(127회 ~ 139회)
- 보좌 프로듀서 - 미야자키 카즈히로(TV 도쿄)(1회 ~ 34회), 코가 유미(1회 ~ 12회), 쿠로세 카오리(35회 ~ 139회)
- 애니메이션 프로듀서 -  和﨑伸之(1회 ~ 51회)→ 요시오카 다이스케(52회 ~ 139회)
- 애니메이션 제작 - OLM TEAM WASAKI(1회~51회)→OLM Team YOSHIOKA(52회~139회)
- 감독 - 닛타 노리오
- 제작 - TV 도쿄, 코코타마 제작위원회

#### 한국어판 스태프
- 우리말 제작 - 더블유사운드
- 우리말 연출 - 이영진
- 믹싱·편집 - 김재혁, 한탁균, MK.Lee
- 우리말 각색 - 김소연, 김아람
- 그래픽 - 송민주
- 번역 - Gussen

### 오프닝 테마
「데굴데굴 코코타마!(ころころ ここたま!)」(제1화 - 제76화)
작사 - 하타 아키 / 작곡ㆍ편곡 - 야마구치 아키라 / 노래 - ERIKA
「코코밍 해피 파라다이스!(ここたまハッピ～パラダイス!)」(제77화 - 제126화)
작사 - 마사키 에리카 / 작곡ㆍ편곡 - 쿠와바라 사토루 / 노래 - ERIKA / 코러스 - 코코타마 9
「데굴데굴 코코타마! ~꽤 사이좋은 버전~(ころころ ここたま! ~なかなかなかよしバージョン~)」 (제127화 - 최종화(제139화))
작사 - 하타 아키 / 작곡 - 야마구치 아키라 / 편곡 - 사카이 요이치 / 노래 - 코코로 (혼도 카에데), 럭키타마 (한 메구미)

### 엔딩 테마
「코콘 포이포이 코콧타마!(ここん ぽいぽい ここつたま!)」(제1화 - 제34화, 최종화(제139화))
작사 - 마츠이 요헤이 / 작곡ㆍ편곡 - shilo / 노래 - 멜로리와 코코타마 파이브
「진심으로 좋아하는 코코타마!(こころだいすきここたま!)」(제35화 - 제76화)
작사 - 마사키 에리카 / 작곡ㆍ편곡 - Shlio / 노래 - 요츠바 코코로 (혼도 카에데), 럭키타마 (한 메구미)
「노래하자♪코코타마치!(うたおう♪ここったまーち!)」(제77화 - 제126화)
작사 - 마츠이 요헤이 / 작곡ㆍ편곡 - 사노 히로아키 / 노래 - 요츠바 코코로 (혼도 카에데) with 코코타마9＋라이치 (나나세 아야카)
「가자! 코코타마계(いこうよ! ここたま界!!)」(제127화 - 제138화)
작사 - 마츠이 요헤이 / 작곡ㆍ편곡 - 쿠루다 켄이치 / 노래 - 럭키타마 (한 메구미), 멜로리 (토요사키 아키), 칸나 (후지타 사키)
삽입곡
나는 럭키타마(ぼくは ラキたま!) / 나는 럭키밍! (제1화)
노래 - 럭키밍
멜로밍 응원가 (제3화)
노래 - 멜로밍
나의 비밀의 보물(わたしのひみつのたからもの) (제23화 -)
노래 - 임지호
코코로와 노조미(こころとのぞみ) / 미소와 주미 (제76화)
작사ㆍ작곡ㆍ편곡 - 나카니시 료스케 / 노래 - 한미소, 노주미

### 한국판 방영 목록
- 방송 일자는 디즈니 채널 방영일을 기준으로 합니다.

| 회차        | 제목                                                        | 대한민국 방송 일자 |
| ----------- | ----------------------------------------------------------- | ------------------ |
| 제1회       | 탄생! 작은 엔젤 미소, 집을 짓다?!                           | 2016년 8월 1일     |
| 제2회       | 피아노의 엔젤 멜로밍 코코밍의 대청소                        | 2016년 8월 2일     |
| 제3회       | 학교에 간 코코밍 토끼 요정 소동                             | 2016년 8월 3일     |
| 제4회       | 대위기! 알에서 나올 수 없는 지니밍!                         | 2016년 8월 10일    |
| 제5회       | 개그의 달인 키키밍!                                         | 2016년 8월 11일    |
| 제6회       | 두근두근 소풍 대모험!?                                      | 2016년 8월 12일    |
| 제7회       | 미모의 엔젤 쁘띠밍! 힘내세요, 엄마!                         | 2016년 8월 17일    |
| 제8회       | SOS! 포포밍이 나타났다                                      | 2016년 8월 18일    |
| 제9회       | 풋살로 진검승부!                                            | 2016년 8월 19일    |
| 제10회      | 코코 도사를 찾아라! 코코 도사와의 승부                      | 2016년 8월 24일    |
| 제11회      | 과자 가게의 또또밍!                                         | 2016년 8월 25일    |
| 제12회      | 안녕, 코코밍 하우스                                         | 2016년 8월 26일    |
| 제13회      | 미소의 두근두근 크리스마스코코밍의 아슬아슬한 크리스마스    | 2016년 12월 20일   |
| 제14회      | 거품과 함께 등장! 쌍둥이 코코밍샤미밍과 리린밍의 비밀       | 2017년 1월 2일     |
| 제15회      | 반가워, 내 이름은 루루밍!의문의 스파이! 코드네임 346        | 2016년 8월 31일    |
| 제16회      | 넓어져라! 코코밍 하우스편지 추격전!                         | 2016년 9월 1일     |
| 제17회      | 미소의 비밀                                                 | 2016년 9월 2일     |
| 제18회      | 밸렌타인데이 대작전!                                        | 2017년 2월 14일    |
| 제19회      | 등장! 떠돌이밍 트리오                                       | 2016년 9월 7일     |
| 제20회      | 귀신은 밖으로! 복은 안으로!처음 보는 눈! 은빛 세상          | 2017년 2월 28일    |
| 제21회      | 엄마가 화났어요재등장! 떠돌이밍 트리오                      | 2016년 9월 8일     |
| 제23회      | 지니밍, 이사 가겠습니다책상 서랍 속                         | 2016년 9월 9일     |
| 제24회      | 내 꿈은 아이돌!                                             | 2016년 9월 14일    |
| 제25회      | 키키밍의 엔젤 수행?아만다와 친해지기!                       | 2016년 9월 15일    |
| 제26회      | 또 한 명의 계약자                                           | 2016년 9월 16일    |
| 제27회      | 해피 헌터가 나타났다!                                       | 2016년 9월 21일    |
| 제28회      | 코코밍의 계약 갱신!?마트는 파라다이스다, 꼬륵!              | 2016년 9월 22일    |
| 제29회      | 돌격! TV 홈쇼핑달려라, 아만다                               | 2016년 9월 23일    |
| 제30회      | 쇼피밍과 아트밍! 여기서 태어났습니다!                       | 2016년 9월 28일    |
| 제32회      | 1등을 목표로!                                               | 2016년 9월 29일    |
| 제33회      | 운세로 럭키다뇨?코코밍, 오락실에 가다                       | 2016년 12월 5일    |
| 제34회      | 루루밍, 위기 일발!내 친구의 엄청난 비밀                     | 2016년 12월 6일    |
| 제35회      | UFO를 잡아라!                                               | 2016년 12월 12일   |
| 제36회      | 빗 속에서 라라라 코코밍 하우스배고픈 도리밍 트리오!         | 2016년 12월 13일   |
| 제37회      | 키키밍, 제자가 생기다!?내 동생의 여자친구!                  | 2016년 12월 14일   |
| 제38회      | 떠돌이밍의 속마음                                           | 2016년 12월 26일   |
| 제39회      | 해피 헌터, 놀이동산에 가다!                                 | 2016년 12월 27일   |
| 제40회      | 코코밍 랜드를 만들자!                                       | 2017년 1월 3일     |
| 제41회      | 도서관에서 펼치는 대결!방심할 수 없는 보건실!?              | 2017년 1월 9일     |
| 제42회      | 새로운 메뉴를 만들자!여름이다! 물놀이다! 코코밍랜드!        | 2017년 1월 10일    |
| 제44회      | 할머니 댁으로                                               | 2017년 1월 16일    |
| 제45회      | 코코밍들의 여름 대모험!                                     | 2017년 1월 17일    |
| 제46회      | 해피 스타를 찾아라!여름날의 추억!                           | 2017년 1월 23일    |
| 제47회      | 코코밍 활동 대작전!!아기 코코밍 베이밍!                     | 2017년 1월 24일    |
| 제48회      | 두근두근! 미소의 생일                                       | 2017년 1월 30일    |
| 제49회      | 어서 와! 베이밍편지를 쓰자!                                 | 2017년 1월 31일    |
| 제50회      | 사랑의 엔젤? 도리밍 트리오파이팅! 캐치밍이 받아 줄게!       | 2017년 2월 6일     |
| 제51회      | 신데렐라 대소동                                             | 2017년 2월 7일     |
| 제52회      | 탄생!? 루루밍 여왕님미소와 럭키밍의 추억                    | 2017년 2월 13일    |
| 제53회      | 쁘띠밍의 패션 교실냠냠 쩝쩝, 피망 투어!                     | 2017년 2월 20일    |
| 제54회      | 독서 할 때는 조용히간판 종업원, 멜로밍                      | 2017년 2월 21일    |
| 제55회      | 공포의 핼러윈 파티!                                         | 2017년 2월 27일    |
| 제57회      | 열정적인 키키밍 선생님!사이좋게 사진 찍기, 치즈!            | 2017년 7월 17일    |
| 제58회      | 뽀드득, 목욕이 좋아!화판의 엔젤, 무슈 뭉그밍!               | 2017년 7월 18일    |
| 제59회      | 성스러운 달걀을 찾아라!                                     | 2017년 7월 24일    |
| 제60회      | 감기를 무찔러라!베이밍의 위기? 달려라, 쇼피밍!              | 2017년 7월 25일    |
| 제61회      | 미끌미끌, 코코밍 스케이트 대회!아로밍을 쫓아라!             | 2017년 7월 31일    |
| 제62회      | 미소와 주미의 파자마 파티                                   | 2017년 8월 1일     |
| 제63회      | 코코밍랜드의 크리스마스                                     | 2017년 8월 17일    |
| 제64회      | 코코밍의 첫 꿈 소동!쫄깃쫄깃 쁘띠밍                         | 2017년 8월 7일     |
| 제65회      | 단 하나뿐인 특별석미소 선생님의 피아노 레슨                 | 2017년 8월 8일     |
| 제66회      | 주미의 마음, 아로밍의 마음                                  | 2017년 8월 14일    |
| 제67회      | 맛의 비법은 코코밍개그로 축구 맹훈련!                       | 2017년 8월 15일    |
| 제68회      | 코코밍, 도깨비 대소동!너스밍과 베이밍의 보건실              | 2017년 8월 21일    |
| 제69회      | 형님의 사랑...다같이 해피!? 밸런타인데이                    | 2018년 2월 14일    |
| 제70회      | 텔레비전 데뷔 대소동                                        | 2017년 8월 22일    |
| 제71회      | 여행하는 코코밍, 스노우밍행복 사냥꾼? 루루밍과 포포밍       | 2017년 8월 28일    |
| 제72회      | 아트밍의 무슈 무슈 리폼토끼의 요정, 재등장                  | 2017년 8월 29일    |
| 제73회      | 석양을 잡아라!결혼반지를 찾아라!                            | 2018년 2월 14일    |
| 제74회      | 주미의 소원을 이루어줄게!                                   | 2017년 9월 6일     |
| 제75회      | 아로밍 눈을 떠!                                             | 2017년 9월 7일     |
| 제76회      | 코코밍, 모두 다 사랑해!                                     | 2017년 9월 13일    |
| 제77회      | 두근두근 봄, 코코밍 활동코코밍하우스 무너지다               | 2017년 9월 14일    |
| 제78회      | 다함께 캠핑!키키밍, 수행의 길을 떠나다?                     | 2017년 9월 20일    |
| 제79회      | 영화관에 가자코코밍세계의 비밀!?                            | 2017년 9월 21일    |
| 제80회      | 임시계약? 래미밍탄생                                        | 2017년 9월 27일    |
| 제81회      | 마법을 쓸수 없다니!? 힘내! 래미밍                           | 2017년 9월 28일    |
| 제82회      | 아만다와 코코밍 수행휴대용 이동 하우스에는 꿈이 가득하다뇨♪ | 2017년 10월 4일    |
| 제83회      | 코코트레하우스에 오신걸 환영합니다리린밍의 즐거운 시간      | 2018년 2월 24일    |
| 제84회      | 쁘띠밍VS진수시작! 코코밍 대 운동회                          | 2018년 2월 24일    |
| 제85회      | 반갑습니다 카피밍이라고 합니다                              | 2018년 3월 3일     |
| 제86회      | 수리수리 마수리 매직쇼?!포포밍은 지금 수행 중?              | 2018년 3월 3일     |
| 제87회      | 코코밍 클리닉 오픈!                                         | 2018년 3월 10일    |
| 제88회      | 상쾌한 기분! 긍정적인 샤미밍!하나와 캐치밍의 야구 교실      | 2018년 3월 10일    |
| 제89회      | 카피밍, 학교에 갑니다코코밍 스파이 멜로밍이다뇨             | 2018년 3월 17일    |
| 제90회      | 어서와! 주미와 아로밍!오픈! 새로운 퐁포포 상점!             | 2018년 3월 17일    |
| 제91회      | 돌아온 해피 헌터                                            | 2018년 3월 24일    |
| 제92회      | 뽀도밍의 청소 대 작전코코밍 랜드의 여름 축제                | 2018년 3월 24일    |
| 제93회      | 대위기?! 카피밍과 꿈의 무대                                 | 2018년 3월 31일    |
| 제94회      | 미소와 주미의 여름 방학                                     | 2018년 3월 31일    |
| 제95회      | 서머 아일랜드 대탐험!                                       | 2018년 4월 7일     |
| 제96회      | 두근두근! 비밀스런 하룻밤베이밍을 찾아 줘!                  | 2018년 4월 7일     |
| 제97회      | 카피밍, 졸업합니다!                                         | 2018년 4월 14일    |
| 제98회      | 깜짝 파티! 미소의 특별한 날                                 | 2018년 4월 14일    |
| 제99회      | 열혈 코코밍! 나누밍                                         | 2018년 4월 21일    |
| 제100회     | 코코밍 학교, 시작합니다!새로운 멤버? 도리밍 트리오          | 2018년 4월 21일    |
| 제101회     | 나누밍의 학교체험                                           | 2018년 4월 28일    |
| 제102회     | 목욕은 언제나 즐거워샤랄라 원피스의 엔젤!                   | 2018년 4월 28일    |
| 제103회     | 돌아와! 베이밍쁘띠밍의 행복찾기                             | 2018년 10월 27일   |
| 제104회     | 학급신문은 예술이에요~카피밍 선배가 왔어                    | 2018년 11월 3일    |
| 제105회     | 코코밍 할로윈 미스테리                                      | 2018년 9월 22일    |
| 제106회     | 맛있는 디저트를 만들자, 꼬륵!힘내라, 나누밍!                | 2018년 11월 10일   |
| 제107회     | 푸르밍과 고장난 오르골반가워! 난 안럭키밍이야               | 2018년 11월 17일   |
| 제108회     | 체인지! 키키밍과 러니밍그 두 사람의 이별                    | 2018년 11월 10일   |
| 제109회     | 탄생! 반짝이트리오?지니밍, 노래합니다                       | 2018년 11월 10일   |
| 제110회     | 코코트레 하우스를 지켜라코코밍 하우스 대분해!?              | 2018년 9월 22일    |
| 제111회     | 따스따스 따스밍                                             | 2018년 11월 17일   |
| 제112회     | 책가방이 보낸 편지                                          | 2018년 11월 17일   |
| 제113회     | 크리스마스 계약서딸꾹! 산타 코코밍                          | 2018년 12월 22일   |
| 제114회     | 따스밍에게 칭찬 금지!너스밍VS뽀도밍                         | 2018년 11월 24일   |
| 제115회     | 이불 속이 최고야목도리의 엔젤, 히트밍                       | 2018년 11월 24일   |
| 제116회     | 도와주세요, 히트밍!퐁퐁밍과 상쾌한 대모험                   | 2018년 12월 1일    |
| 제117회     | 미라클 매직을 향해서!달려라, 쁘띠밍                         | 2018년 12월 1일    |
| 제118회     | 히트밍과 따스밍도깨비야 물러가라~                           | 2018년 12월 8일    |
| 제119회     | 가자! 빛나와 래미밍리듬을 타라♪ 미소 선생님                 | 2018년 12월 8일    |
| 제120회     | 마지막 밸런타이데이덤벼라! 캐치밍응원단                     | 2019년 2월 9일     |
| 제121회     | 집으로 돌아가자!                                            | 2018년 12월 15일   |
| 제122회     | 둘이 하나가 된 전설미소와 빛나의 우정 테스트                | 2018년 12월 15일   |
| 제123회     | It's a 빛나 빛나 매직!                                      | 2018년 12월 29일   |
| 제124회     | 필르밍의 영화 파라다이스                                    | 2019년 1월 5일     |
| 제125회     | 코코밍, 비밀의 1주일                                        | 2019년 1월 12일    |
| 제126회     | 기억해줘! 미소야!!                                          | 2019년 1월 19일    |
| 제127회     | 정식 코코밍 팬티를 찾아라!                                  | 2019년 1월 26일    |
| 제128회     | 당신 곁에 코코샤인                                          | 2019년 2월 2일     |
| 제129회     | 타이밍과 코코트레 하우스꽃을 피우자                         | 2019년 2월 16일    |
| 제130회     | 대결! 코코도사님과 코코샤인님                               | 2019년 2월 23일    |
| 제131회     | 미소의 보물명탐정 지니셜록                                  | 2019년 3월 2일     |
| 제132회     | 슈웅슈웅 슈슈밍!                                            | 2019년 3월 9일     |
| 제133회     | 슈슈밍과 슉슉 대수색빛나라! 쁘띠밍                          | 2019년 3월 16일    |
| 제134회     | 마법으로 대 혼란?!불꽃 튀는 도리밍 트리오 공원              | 2019년 3월 23일    |
| 제135회     | 아빠는 너무 바빠요드디어 찾았다! 정식 코코밍 팬티           | 2019년 3월 30일    |
| 제136회     | 미소를 구하라! 코코밍들의 시련                              | 2019년 4월 6일     |
| 제137회     | 코코밍 세계에서의 대추적!                                   | 2019년 4월 13일    |
| 제138회     | 코코밍 세계를 구하라!                                       | 2019년 4월 20일    |
| 최종회(139) | 언제나 다함께 코코밍                                        | 2019년 4월 27일    |

#### 미방영 목록
모두 일본판 기준이다.
- 22화: 히나마츠리가 나와 방영하지 않았다.
- 31화: 고이노보리가 나와 방영하지 않았다.
- 43화: 유카타가 나와 방영하지 않았다.
- 56화: 시치고산과 기모노가 나와 방영하지 않았다.

## 웹 애니메이션

### 코코타마 대도감!
YouTube 반다이 공식 채널로 전달.캐릭터 소개 코너.
| 회차  | 제목                                                                                  | 업로드 날짜    |
| ----- | ------------------------------------------------------------------------------------- | -------------- |
| 제1회 | 색연필의 신님, 럭키타마 (いろえんぴつのかみさま ラキたま)                             | 2017년 8월 4일 |
| 제2회 | 피아노의 신님, 멜로리 (ピアノのかみさま メロリー)                                     | 2017년 8월 4일 |
| 제3회 | 책의 신님, 오샤키 (ほんのかみさま おシャキ)                                           | 2017년 8월 4일 |
| 제4회 | 텔레비전의 신님, 게라쵸 (テレビのかみさま ゲラチョ)                                   | 2017년 8월 4일 |
| 제5회 | 립스틱의 신님, 키라리스 (リップのかみさま キラリス)                                   | 2017년 8월 4일 |
| 제6회 | 포크의 신님, 모구탄 (フォークのかみさま モグタン)                                     | 2017년 8월 4일 |
| 제7회 | 린스 인 샴푸의 신님, 사리누&파리누 (リンスインシャンプーのかみさま サリーヌ&パリーヌ) | 2017년 8월 4일 |
| 제8회 | 우체통의 신님, 미시루 (ポストのかみさま ミシル)                                       | 2017년 8월 4일 |

## CDㆍDVD

### 음악 CD
여는 곡 테마
데굴데굴 코코타마!(ころころここたま!)
발매일 : 2015년 11월 11일
코코타마 해피 파라다이스!(ここたまハッピ～パラダイス!)
발매일 : 2015년 4월 26일
데굴데굴 코코타마! 2017(ころころここたま! 2017)
발매일 : 2017년 4월 28일
데굴데굴 코코타마!~꽤 사이좋은 버전~(ころころここたま!！~なかなかなかよしバージョン~)
발매일 : 2018년 4월 25일
닫는 곡 테마
코콘 포이포이 코코타마!(ここんぽいぽいここったま!)
발매일 : 2015년 11월 11일
진심으로 좋아하는 코코타마!(こころだいすきここったま!)
발매일 : 2016년 6월 22일
노래하자♪코코타마치!(うたおう♪ここったまーち!)
발매일 : 2015년 4월 26일
소중한 것(たいせつなもの)
발매일 : 2017년 4월 28일
가자! 코코타마계(いこうよ！ここたま界)
발매일 : 2018년 4월 25일

### DVD
카도카와 미디어 팩토리발매.
- 견습신 비밀의 코코타마 DVD-BOX vol.1(2016년 7월 27일)
- 견습신 비밀의 코코타마 DVD-BOX vol.2(2016년 11월 25일)
- 견습신 비밀의 코코타마 DVD-BOX vol.3(2017년 3월 24일)
- 견습신 비밀의 코코타마 DVD-BOX vol.4(2017년 9월 27일)
- 견습신 비밀의 코코타마 DVD-BOX vol.5(2017년 9월 27일)
- 견습신 비밀의 코코타마 DVD-BOX vol.6(2018년 11월 28일)
- 견습신 비밀의 코코타마 DVD-BOX vol.7(2018년 11월 28일)
- 견습신 비밀의 코코타마 DVD-BOX vol.8(2019년 2월 27일)
- 견습신 비밀의 코코타마 DVD-BOX vol.9(2019년 2월 27일)

## 서적(애니메이션)
고단샤 발행.

## 필름북
- 필름북은 서울문화사에서 총 5권으로 나누어서 간행되었다.

### 필름북 발행 일자
| 권차            | 제목 | 발행 일자        |
| --------------- | --- | ---------------- |
| 1권             | 탄생! 견습 엔젤미소, 집을 만들다?!피아노의 엔젤 멜로밍코코밍의 대청소학교에 간 코코밍토끼 요정 소동대위기! 알에서 나올 수 없는 지니밍!! | 2016년 9월 8일   |
| 2권             | 개그의 달인 키키밍!두근두근 소풍 대모험?!미모의 엔젤 쁘띠밍!힘내요, 엄마!SOS, 포포밍이 나타났다!                                        | 2016년 11월 25일 |
| 3권             | 풋살로 진검승부!코코 도사를 찾아라!코코 도사와의 승부!과자 가게의 또또밍!안녕, 코코밍 하우스                                            | 2017년 1월 25일  |
| 4권             | 반가워! 내 이름은 루루밍의문의 스파이! 코드네임 346넓어져라! 코코밍 하우스편지 추격전!미소의 비밀등장! 도리밍 트리오                    | 2017년 3월 25일  |
| 5권             | 엄마가 화났어요재등장! 도리밍 트리오지니밍, 이사 가겠습니다.책상 서랍 속내 꿈은 아이돌키키밍의 엔젤 수행?아만다와 친해지기              | 2017년 5월 22일  |
| 6권 (시즌3 1권) | 돌아와! 베이밍쁘띠밍의 행복 찾기학급 신문은 예술이에요카피밍 선배가 왔어!맛있는 디저트를 만들자, 꼬륵!힘내라 나누밍!                    | 2018년 11월 28일 |
| 7권 (시즌3 2권) | 푸르밍과 고장 난 오르골반가워! 난 안 럭키밍이야체인지! 키키밍과 러니밍!그 두 사람의 이별탄생! 반짝이 트리오?지니밍, 노래합니다!         | 2019년 1월 15일  |

## 극장판

### 극장판 에그엔젤 코코밍:푸르밍과 두근두근 코코밍 세계
《극장판 에그엔젤 코코밍 푸르밍과 두근두근 코코밍세계》는 대한민국에서 2017년 9월 7일에 개봉한 에그엔젤 코코밍의 첫번째 극장판이다. 일본에서는 2017년 4월 28일에 《영화 견습신 비밀의 코코타마 텟플과 ♩ 두근두근 코코밍 세계》라는 제목으로 개봉하였다. 극장판의 코코밍인 푸르밍이 나온다.

#### 줄거리
어느 날, 미소와 미소의 코코밍은 코코밍세계로 초대받는다. 그러나 초대받지 않는 푸르밍. 푸르밍은 몰래 열쇠를 훔쳐 코코밍세계로 들어가려 한다. 그런데 인간세계가 위험에 빠진다! 과연 코코밍들은 인간세계를 구할 수 있을 것인가?

#### 스태프
- 감독: 닛타 노리오
- 수입&배급: CJ ENM

#### 극장판 한정 등장인물
텟플/푸르밍
성우 - 이세 마리야/여윤미
성별: 여(♀)
무용화의 신/엔젤. 극장판 코코밍이지만 본편 112화 '텟플과 고장난 오르골/푸르밍과 고장난 오르골'편에서 재등장했다. 춤추는 것을 좋아한다.
마법은 사람들이 춤출 수 있게 한다. 마법 주문은 점프 스탬 딴딴 푸르.
나머지 인물들은 위 등장인물 항목 참조.
- 키노우치 마이(木ノ内まい)/리아

성우 - 우에다 레이나/안영미
- 해피피나

성우 - 키노시타 유키나/안영미

#### 단편 영화
- 영화 다마고치! - 비밀의 배송 대작전! [한국 미개봉]

##### 단편 등장인물
- 마메치(성우: 쿠기미야 리에)
- 메메치(성우: 유즈키 료카)
- 구치차치(성우: 야구치 아사미)
- 러블리치(성우: 신도 케이)
- 니지후와치(성우: 오오쿠보 루미)
- 스페이스치(성우: 카세 야스유키)
- 아카스페치(성우: 히노 미호)
- 삐뽀스페치(성우: N/A)
- 오야지치(성우: 코니시 카츠유키)
- 고치대왕(성우: 후루시마 키요타카)
- 다마코 공주(성우: 사사키 히나코)

| TV 도쿄 목요일 17:55 - 18:00 범위 | TV 도쿄 목요일 17:55 - 18:00 범위 | TV 도쿄 목요일 17:55 - 18:00 범위                                                 |
| 이전 작품 | 작품명 | 다음 작품                                                                         |
| --- | --- | --------------------------------------------------------------------------------- |
| 쇼핑 시간 mini ※17:50 - 18:00 (2014년 4월 3일-2016년 3월 31일) [5분 앞당기고 지속] [여기까지 통신 판매 프로그램 범위] [여기까지 로컬 세일즈 시간] | 비밀♥비밀의 에그엔젤 코코밍 (제27회 - 최종회(139)) (2016년 4월 7일 - 2018년 6월 28일) [여기서 애니메이션 프레임] [여기서 네트워크 판매 한도] | 반짝반짝 해피★ 열려라! 코코타마 ※17:55 - 18:25 (2018년 9월 6일 - 2019년 9월 26일) |
| 목요일 18:25 - 18:30 범위 | |                                                                                   |
| 다마고치 다마 토모 다이슈 GO ※18:00-18:30 (2015년 4월 2일 - 9월 24일)                                                                             | 비밀♥비밀의 에그엔젤 코코밍 (2015년 10월 1일 - 2016년 3월 31일)                                                                              | 아이카츠 스타즈! ※18:25 - 18:55 (2016년 4월 7일 - 2018년 3월 29일)                |